# DeVotchKa
DeVotchKa je americká hudební skupina založená v roce 1997. Pochází z Denveru ve státě Colorado. Tvoří ji Nick Urata (zpěv, theremin, kytara, buzuku, klavír, trubka), Tom Hagerman (housle, akordeon, klavír), Jeanie Schroder (zpěv, suzafon, kontrabas, flétna) a Shawn King (perkuse, trubka). Své první album nazvané SuperMelodrama vydala v roce 1997 a následovala řada dalších. Několik písní skupiny bylo v roce 2006 použito ve filmu Malá Miss Sunshine.